# Chrysopilus alternatus
Chrysopilus alternatus är en tvåvingeart som beskrevs av Enrico Adelelmo Brunetti 1920. Chrysopilus alternatus ingår i släktet Chrysopilus och familjen snäppflugor. Inga underarter finns listade i Catalogue of Life.